# Glicheria
Glicheria (n. secolul al II-lea d.Hr., Roma, Imperiul Roman – d. 177 d.Hr., Marmaraereğlisi⁠(d), Provincia Tekirdağ, Turcia) a fost o martiră creștină din secolul al II-lea. Este pomenită în Sinaxar în ziua de 13 mai.

## Viața
Sfânta Glicheria s-a născut la Roma și a trăit în jurul anului 100 în orașul Traianopol. Glicheria a fost pedepsită pentru că era creștină și a distrus o statuie a lui Jupiter. A fost aruncată fiarelor la Perinthos în anul 177, dar a murit înainte de a fi devorată. Glicheria este prăznuită în ziua de 13 mai.